# Гоцанюк Юрій Михайлович
Юрій Михайлович Гоцанюк (нар. 18 липня 1966 року, Нова Деревня, Первомайський район, Кримська область, УРСР, СРСР) — український та російський політичний діяч, колаборант. Так званий «голова Ради міністрів Республіки Крим» з 1 жовтня 2019 року.

## Біографія
Юрій Михайлович Гоцанюк народився 18 липня 1966 року, в селі Нова Деревня Первомайського району.
З 1987 по 1990 рік — навчався в радгосп-технікумі с. Маленьке.
З 1990 по 1996 рік навчався в Сімферопольському сільськогосподарському інституті ім. М. В. Калініна, присвоєна кваліфікація «вчений-агроном».
У 2007 році закінчив Одеський регіональний інститут державного управління Національної академії державного управління при Президента України і отримав повну вищу освіту за спеціальністю «державне управління».
З 1984 по 1986 рік — служба в лавах Радянської Армії.
З 1990 по 1995 рік працював агрономом, потім керуючим відділення колгоспа Прапор комунізму, селі Селянівка Першотравневого району.
З 1995 по 2000 рік — головний агроном колгоспу «Прапор комунізму».
З 2000 по 2003 рік — голова Юніс.
На парламентських виборах 2002 року був уповноваженою особою виборчого блоку «За єдину Україну!».
З 2003 по 2006 рік — заступник голови Першотравневої райдержадміністрації АРК.
На виборах у Верховну раду України 2006 року балотувався від Народного блоку Литвина, будучи членом Народної партії.
З 2006 року — голова Першотравневої районної ради. Член Партії регіонів.
З 18 січня 2013 року — голова Нижньогірської районної державної адміністрації АР.
У червні 2014 року указом самопроголошеного прем'єр-міністра «Республіки Крим» Сергія Аксьонова Гоцанюк Юрій призначений головою Первомайської районної державної адміністрації.
У 2015 році був внесений у базу сайту «Миротворець».
22 серпня 2016 року призначений на посаду заступника т.з. «Голови Ради міністрів Республіки Крим».
У жовтні 2019 року його призначили куратором реалізації федеральних цільових програм у Криму.
20 вересня 2019 року Гоцанюк став т.з. «тимчасово виконуючим обов'язки голови Ради міністрів Республіки Крим». Попередній склад Ради Міністрів Криму відправлений у відставку.
З 1 жовтня 2019 року став т.з. «Головою Ради міністрів Республіки Крим». Його кандидатуру підтримали 67 депутатів т.з. «Державної Ради Республіки Крим».

## Нагороди і звання
- Заслужений працівник сільського господарства України (2009)[14].